# Palazzo Paolo V
Il palazzo Paolo V è un edificio di Benevento, situato lungo il corso Garibaldi. Fu la sede municipale dal periodo della dominazione pontificia di Benevento fino al terremoto del 1980.

## Storia
La sua costruzione fu iniziata verso la fine del XVI secolo, sotto il pontificato di Paolo V, da cui prende il nome. Per la sua funzione, veniva anche chiamato Palazzo di Città (Palatium Civitatis); successivamente fu denominato Palazzo Magistrale dal nome dell'attuale corso Garibaldi, Via Magistrale, strada principale della città, all'epoca ancora entro le mura longobarde.
Fu restaurato una prima volta nel 1896: furono evidenziate le finestre del secondo piano, che erano quasi nascoste dal cornicione. I lavori di restauro vennero diretti dall'allora ingegnere capo del comune, Eugenio Greco.
Nel Novecento, palazzo Paolo V è stato sede del principale cinema della città, il Cine Vittoria, fino al 1995 circa.
Successivamente il palazzo fu sottoposto a restauro. I lavori, iniziati alla fine del XX secolo, sono terminati nei primi anni duemila.
Dal 2017 il piano terra è sede del distretto culturale "Per terre, per bellezza, per santità" e, grazie ad un cofinanziamento da parte di Fondazione CON IL SUD, annovera al suo interno una serie di attività: sale per il coworking, un caffè letterario, un'area espositiva per le mostre ed un auditorium per convegni e spettacoli teatrali. Il palazzo ospita inoltre il museo "Janua - Museo delle streghe di Benevento" dalla sua nascita.

## Descrizione

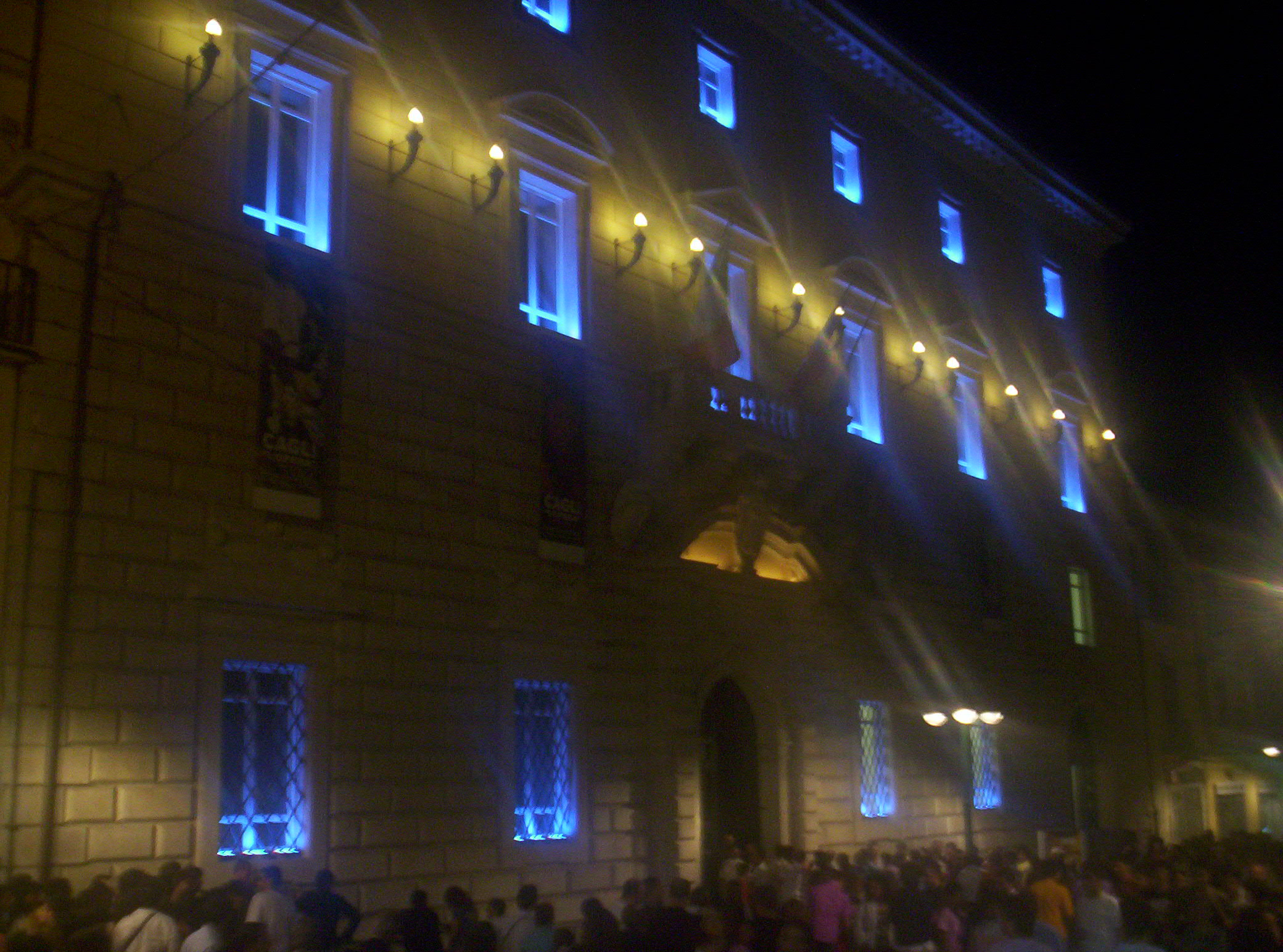
Il palazzo "tinto" di azzurro in occasione dell'esposizione della coppa del mondo di calcio maschile

La sua facciata è dell'architettura classica manierista, dalle linee severe ed imponenti.
Nel cortile, numerose lapidi commemorano eventi e figure importanti della storia della città dal XVII secolo ad oggi. Si può ammirare inoltre, affisso al muro in alto, un bassorilievo antico rappresentante il ratto delle Sabine.
Nel 2006 il palazzo è stato oggetto di un progetto di progettazione illuminotecnica (lighting design) a cura dello studio Cannata & Partners. In particolare in facciata sono stati utilizzati apparecchi a led con tecnologia RGB che consente all'edificio di interagire con gli eventi della città, la cui tecnologia obiettivi di sostenibilità e risparmio energetico.